# Scottish Premier Division 1982/83
Die Scottish Football League Premier Division wurde 1982/83 zum achten Mal ausgetragen. Es war zudem die 86. Austragung einer höchsten Fußball-Spielklasse innerhalb der Scottish Football League, in der der Schottische Meister ermittelt wurde. In der Saison 1982/83 traten 10 Vereine in insgesamt 36 Spieltagen gegeneinander an. Jedes Team spielte jeweils zweimal zu Hause und auswärts gegen jedes andere Team. Es galt die 2-Punkte-Regel. Bei Punktgleichheit zählte die Tordifferenz.
Am letzten Spieltag sicherte sich Dundee United im Stadtderby gegen den FC Dundee die erste Meisterschaft in der Vereinsgeschichte. Dundee United qualifizierte sich damit als Meister für die folgende Europapokal der Landesmeister Saison-1983/84. Der diesjährige Pokalsieger FC Aberdeen gewann auch das Finale im Europapokal der Pokalsieger durch einen 2:1-Sieg gegen Real Madrid. Als dritter schottischer Club nach Celtic (1967) und den Rangers (1972) gewann Aberdeen einen Europapokal. Dementsprechend spielten die Dons und der Pokalfinalist, die  Glasgow Rangers im Europapokal der Pokalsieger. Vizemeister Celtic Glasgow und der Fünftplatzierte FC St. Mirren qualifizierten sich für den UEFA-Pokal.
Der FC Kilmarnock und Greenock Morton stiegen am Saisonende in die First Division ab. Mit 29 Treffern wurde Charlie Nicholas von Celtic Glasgow Torschützenkönig.

## Vereine
| Verein              | Stadt      | Stadion           |
| ------------------- | ---------- | ----------------- |
| Celtic Glasgow      | Glasgow    | Celtic Park       |
| FC Aberdeen         | Aberdeen   | Pittodrie Stadium |
| FC Dundee           | Dundee     | Dens Park         |
| FC Kilmarnock       | Kilmarnock | Rugby Park        |
| FC Motherwell       | Motherwell | Fir Park          |
| FC St. Mirren       | Paisley    | Love Street       |
| Dundee United       | Dundee     | Tannadice Park    |
| Glasgow Rangers     | Glasgow    | Ibrox Park        |
| Greenock Morton     | Greenock   | Cappielow Park    |
| Hibernian Edinburgh | Edinburgh  | Easter Road       |

## Statistik

### Abschlusstabelle
| Pl. | Verein              | Sp. | S  | U  | N  | Tore    | Diff. | Punkte |
| --- | ------------------- | --- | -- | -- | -- | ------- | ----- | ------ |
| 1.  | Dundee United       | 36  | 24 | 8  | 4  | 090:350 | +55   | 56:16  |
| 2.  | Celtic Glasgow (M)  | 36  | 25 | 5  | 6  | 090:360 | +54   | 55:17  |
| 3.  | FC Aberdeen (P)     | 36  | 25 | 5  | 6  | 076:240 | +52   | 55:17  |
| 4.  | Glasgow Rangers (L) | 36  | 13 | 12 | 11 | 052:410 | +11   | 38:34  |
| 5.  | FC St. Mirren       | 36  | 11 | 12 | 13 | 047:510 | −4    | 34:38  |
| 6.  | FC Dundee           | 36  | 9  | 11 | 16 | 042:530 | −11   | 29:43  |
| 7.  | Hibernian Edinburgh | 36  | 7  | 15 | 14 | 035:510 | −16   | 29:43  |
| 8.  | FC Motherwell (N)   | 36  | 11 | 5  | 20 | 039:730 | −34   | 27:45  |
| 9.  | Greenock Morton     | 36  | 6  | 8  | 22 | 030:740 | −44   | 20:52  |
| 10. | FC Kilmarnock (N)   | 36  | 3  | 11 | 22 | 028:910 | −63   | 17:55  |

Platzierungskriterien: 1. Punkte – 2. Tordifferenz – 3. geschossene Tore

| Saison 1982/83 |

| Zum Saisonende 1981/82 |                                   |
| (M)                    | Meister des Vorjahres             |
| (P)                    | Pokalsieger des Vorjahres         |
| (L)                    | Ligapokalsieger des Vorjahres     |
| (N)                    | Aufsteiger aus der First Division |

## Die Meistermannschaft von Dundee United
(Berücksichtigt wurden alle Spieler die im Kader für die Saison 1982/83 standen.)
| 1. | Dundee United |
|    | - Tor: Hamish McAlpine, Richard Gough, Andy Graham, John Gardiner - Abwehr: Dave Beaumont, Ian Britton, Paul Hegarty, John Holt, Maurice Malpas, Gary McGinnis, Derek Murray, David Narey, Iain Phillip, Derek Stark - Mittelfeld: Eamonn Bannon, John Clark, Ian Gibson, Billy Kirkwood, John McNeil, Ralph Milne, John Reilly, Alex Taylor - Angriff: Davie Dodds, Graeme Payne, Paul Sturrock - Trainer: Jim McLean |